# MiniDiscs (Hacked)
|  | El títol d'aquest article és incorrecte a causa de limitacions tècniques. El títol correcte de l'article és MiniDiscs [Hacked]. |

MiniDiscs [Hacked] és una compilació de demos, assaigs, actuacions en directe i altre material enregistrat per la banda anglesa de rock alternatiu Radiohead mentre estaven treballant en l'enregistrament de OK Computer (1997).
Les gravacions pertanyen al cantant de la banda, Thom Yorke, que mai va tenir intenció de llançar, però que després que Radiohead les filtrés online el juny de 2019, la banda va decidir publicar-les mitjançant el lloc web de compartició de música Bandcamp només durant 18 dies, i cedint tots els ingressos al moviment social Extinction Rebellion.

## Contingut
La compilació conté un total de setze hores de música en forma de demos, assaigs, gravacions descartades, actuacions en directe i cançons no llançades que es van enregistrar mentre Radiohead estava treballant en l'enregistrament de l'àlbum OK Computer (1997). També s'hi poden trobar versions inicials de diverses cançons populars de Radihead com «Paranoid Android», «Lift», «True Love Waits» o «Nude».

## Publicació
El 5 de juny de 2019, les gravacions es van filtrar online per un col·leccionista però aquest material havia estat robat mentre la Radiohead preparava el rellançament de OK Computer. Diversos mitjans van oferir informacions contradictòries, mentre alguns van indicar que el lladre havia demanat un rescat de 150.000$, d'altres van assenyalar que aquest tenia la intenció de vendre el material als seguidors. Finalment, aquest lladre conegut com a Zimbra va publicar les gravacions de franc després de tot aquest embolic.
El resultat fou que una setmana després, Radiohead va publicar els enregistrament via stream o compra mitjançant el canal de distribució Bandcamp durant 18 dies. Tots els beneficis obtinguts van ser cedits al moviment Extinction Rebellion.

## Llista de cançons
Cada MiniDisc està inclòs en una única cançó d'aproximadament una hora de durada, de manera que els continguts no estan tallats en cançons individuals. Seguidors de la banda van muntar un document per identificar les cançons i les respectives durades.
Totes les cançons foren escrites i compostes per Thom Yorke, Jonny Greenwood, Phil Selway, Ed O'Brien i Colin Greenwood. 
| Núm.          | Títol         | Durada   |
| ------------- | ------------- | -------- |
| 1.            | «MD111»       | 70:47    |
| 2.            | «MD112»       | 61:27    |
| 3.            | «MD113»       | 65:08    |
| 4.            | «MD114»       | 57:21    |
| 5.            | «MD115»       | 57:04    |
| 6.            | «MD116»       | 25:57    |
| 7.            | «MD117»       | 55:28    |
| 8.            | «MD118»       | 57:28    |
| 9.            | «MD119»       | 53:37    |
| 10.           | «MD120»       | 58:17    |
| 11.           | «MD121»       | 60:21    |
| 12.           | «MD122»       | 73:13    |
| 13.           | «MD123»       | 17:52    |
| 14.           | «MD124»       | 72:22    |
| 15.           | «MD125»       | 56:10    |
| 16.           | «MD126»       | 68:04    |
| 17.           | «MD127»       | 26:49    |
| 18.           | «MD128»       | 41:52    |
| Durada total: | Durada total: | 16:18:52 |